# Ismael Moreno Pino

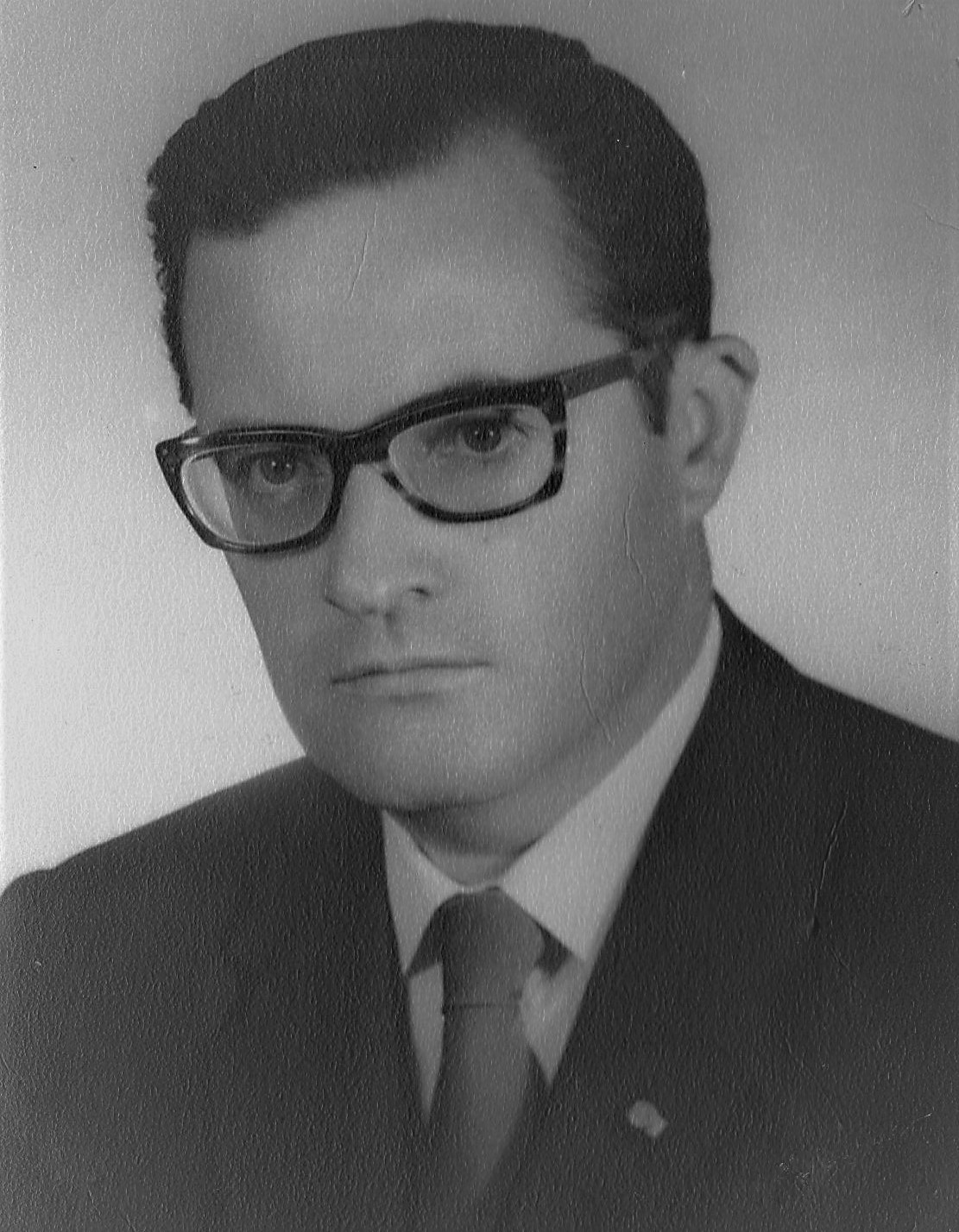
Ismael Moreno Pino

Ismael Moreno Pino (* 15. Februar 1927 in Mérida; † 15. August 2013) war ein mexikanischer Anwalt, Diplomat und Autor. Er war Staatssekretär im mexikanischen Außenministerium und Botschafter von Mexiko. Nach der Kubakrise, die die Welt an den Rand eines umfassenden Atomkriegs gebracht hatte, setzte er sich aktiv für die Denuklearisierung in Lateinamerika und der Karibik ein. Besonders bemerkenswert war seine Rolle bei den Verhandlungen, die zum Abschluss des Vertrags von Tlatelolco führten, der 1969 unterzeichnet wurde. Dieser Vertrag verbot Atomwaffen in Lateinamerika und der Karibik. Moreno Pino war maßgeblich an diesen Verhandlungen beteiligt und arbeitete eng mit Alfonso García Robles zusammen. Garcia Robles erhielt später für seine Bemühungen den Friedensnobelpreis im Jahr 1982.

## Leben
Er wurde in Mérida, Yucatán, als Mitglied der einflussreichen Familie Pino-Cámara geboren und ist der Enkel von José María Pino Suárez, einem Anführer der mexikanischen Revolution, der später als erster demokratisch gewählter Vizepräsident Mexikos diente zwischen 1911 und seiner Ermordung im 1913 während der Ereignisse der Decena Trágica. Er wurde an der American School Foundation in Mexiko-Stadt ausgebildet und erhielt seinen Abschluss in Rechtswissenschaften von der Universidad Nacional Autónoma de México und der von Jesuiten geleiteten Georgetown University in Washington, D.C., an der er 1953 einen Master-Abschluss im Studiengang Internationale Beziehungen erwarb.

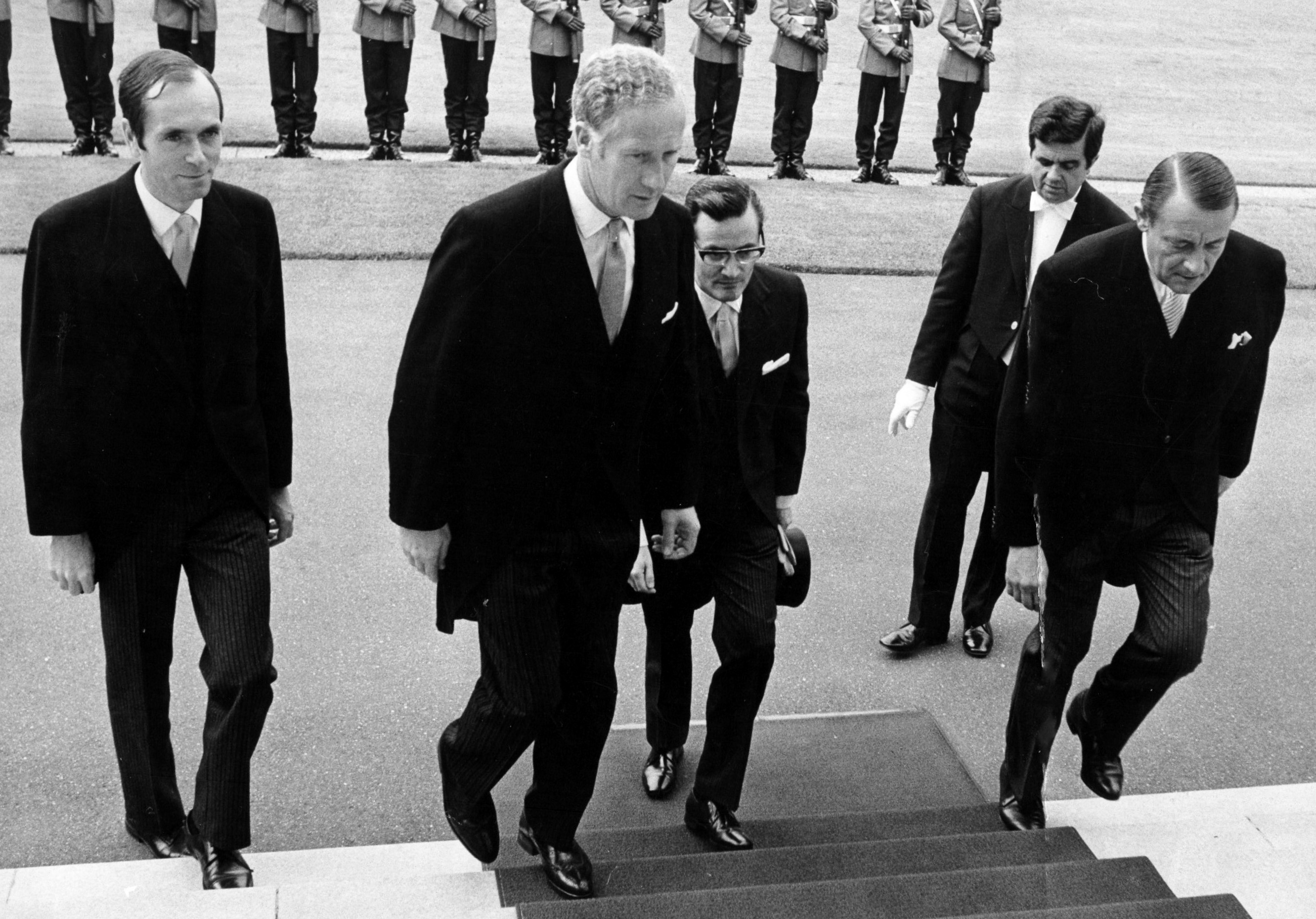
Ismael Moreno Pino, mexikanischen Botschafter in Deutschland, Ankunft in der Villa Hammerschmidt in Bonn, 1972

Er war von 1960 bis 1964 Unterstaatssekretär für internationale Organisationen sowie zwischen 1964 und 1965 Staatssekretär für multilaterale Angelegenheiten im mexikanischen Außenministerium. Im Zusammenhang mit dem Kalten Krieg war er aktiv bei der Vorbereitung der außenpolitischen Reaktion Mexikos als blockfreies Land nach der kubanischen Revolution, eine heikle Aufgabe, da Mexiko enge Beziehungen sowohl zu den Vereinigten Staaten als auch zu Kuba aufrechterhalten musste. Er spielte auch eine herausragende Rolle in den von Mexiko geführten Verhandlungen, die in der Unterzeichnung des Vertrags von Tlatelolco (1969) zum Verbot von Atomwaffen in Lateinamerika und der Karibik gipfelten, wobei er eng mit Alfonso García Robles zusammenarbeitete, der 1982 den Vertrag gewann Friedensnobelpreis für ihre Bemühungen. U Thant, Generalsekretär der Vereinten Nationen, beschrieb es als „ein Ereignis von historischer Bedeutung im Rahmen der globalen Bemühungen, die nukleare Proliferation zu verhindern und das nukleare Wettrüsten in Lateinamerika zu stoppen [und] zum ersten Mal in der Geschichte ein Atomwaffenfreie Zone in einem bewohnten Teil der Erde.“
Als Berufsdiplomat wurde er 1964 in den Rang eines Botschafters berufen und vertrat sein Land unter anderem in Bundesrepublik Deutschland, den Niederlanden, Chile, der Organisation Amerikanischer Staaten in Washington, D.C. und den Vereinten Nationen in New York und Genf, Schweiz. Während seiner siebenjährigen Amtszeit als Botschafter in Chile (1965 - 72), erlebte er den Aufstieg von Salvador Allende und die Vorbereitungen bis zum Putsch in Chile 1973. 1982 ernannte ihn Präsident José López Portillo in den Rang eines Eminenten Botschafters (embajador eminente) auf Lebenszeit, eine besondere Ehre, die gesetzlich höchstens zehn Diplomaten vorbehalten ist, die einen besonders herausragenden Beitrag zur mexikanischen Außenpolitik geleistet haben. Bevor er 1992 in den Ruhestand ging, hatte er die Ehre, als Doyen des mexikanischen Auswärtigen Dienstes zu dienen. Als Rechtswissenschaftler war er Autor mehrerer Abhandlungen über internationales Recht und Diplomatie; Heutzutage ist er besonders für seine Autorschaft von Diplomacy: Theoretical and Practical Aspects (1996) bekannt, die Generationen von Diplomaten in Lateinamerika ausgebildet hat.

## Auszeichnungen

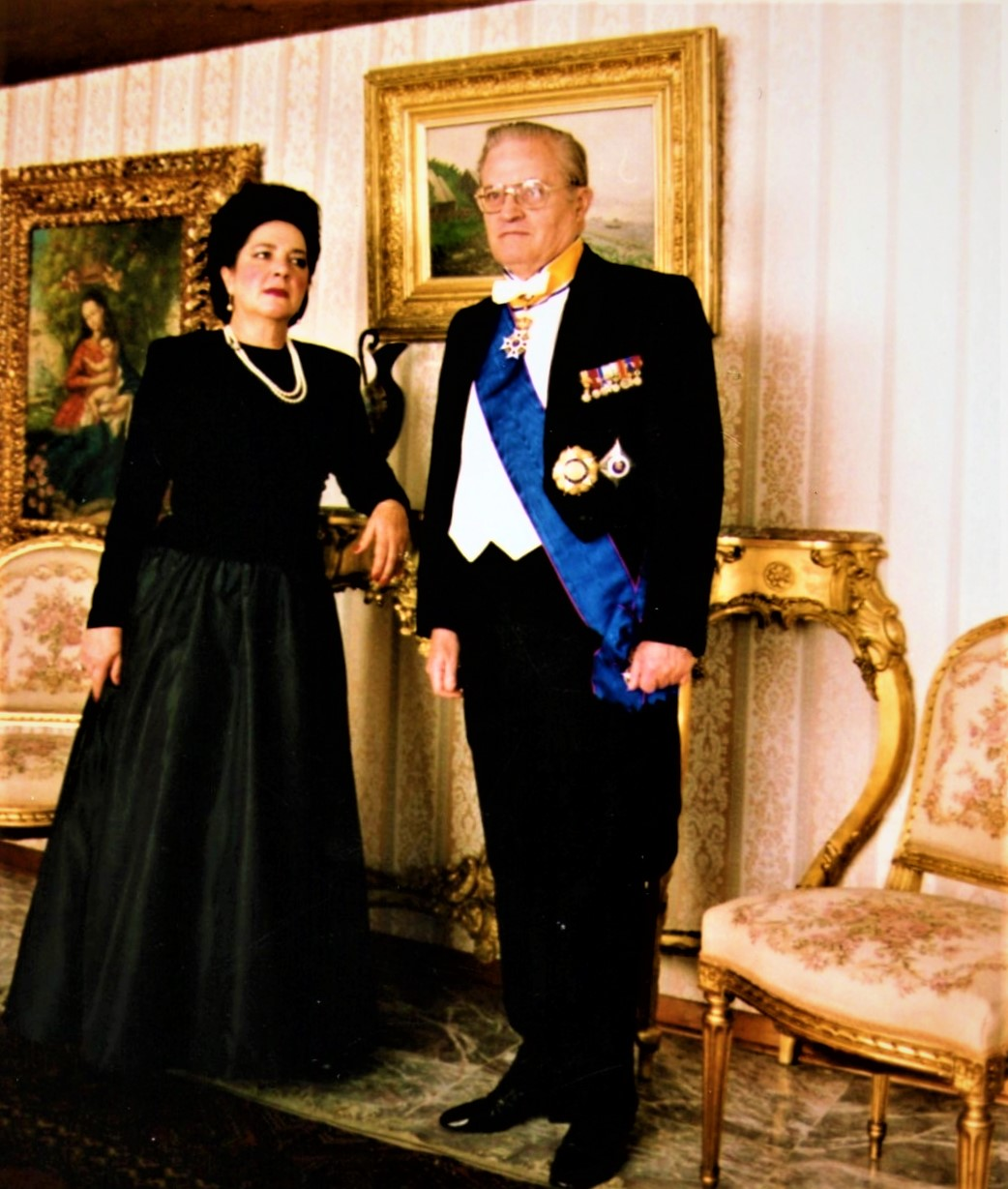
Ismael Moreno Pino und seine Frau

Während seiner diplomatischen Laufbahn wurden Moreno Pino mehrere Ehrungen von mehreren ausländischen Regierungen verliehen, darunter Deutschland, die Niederlande, die Republik China, Japan, Brasilien, Chile, Peru, Venezuela und Jugoslawien:
- Großoffizier, Orden des Heiligen Schatzes, erhalten von Kaiser Hirohito
- Großkreuz, Orden von Oranien-Nassau, erhalten von Königin Beatrix (Niederlande)
- Großkreuz des Verdienstordens der Bundesrepublik Deutschland, erhalten von Bundespräsident Gustav Heinemann
- Großkreuz, Verdienstorden (Chile), erhalten von chilenischen Präsidenten Salvador Allende
- Großoffizier, Nationaler Orden vom Kreuz des Südens, erhalten von Brasilianischer Präsidenten Juscelino Kubitschek
- Großkreuz, Nationaler Orden vom Kreuz des Südens, erhalten von Brasilianischer Präsidenten Humberto de Alencar Castelo Branco
- Großkreuz mit Diamanten, Orden El Sol del Perú verliehen vom peruanischen Präsidenten Alan García
- Orden vom jugoslawischen Groß-Stern verliehen vom jugoslawischen Präsidenten Marshal Josip Broz Tito
- Collane, Orden des Befreiers, verliehen vom venezolanisch Präsidenten Luís Herrera Campíns
- Collane, Orden des strahlenden Sterns, verliehen vom chinesischer Präsidenten Chiang Kai-shek

## Schriften
- Ursprünge und Entwicklung des Interamerikanischen Systems (Auf Spanisch: Orígenes y evolución del sistema interamericano). Tlatelolco, México: Secretaría de Relaciones Exteriores, 1977. OCLC 4041498[8]
- Recht und Diplomatie in den interamerikanischen Beziehungen (Auf Spanisch: Derecho y diplomacia en las relaciones interamericanas). Mexico, D.F.: Secretaría de Relaciones Exteriores, Fondo de Cultura Económica, 1999. ISBN 978-968-16-5995-0[9]
- Diplomatie: Theoretische und praktische Aspekte (1996) (Auf Spanisch: La diplomacia: aspectos teoricos y prácticos de su ejercicio profesional). México: Secretaría de Relaciones Exteriores, 2001. ISBN 978-968-16-5234-0[10]